# Jérôme Mainard
Jérôme Mainard (Roanne, 25 de agosto de 1986) es un ciclista francés. Debutó como profesional en las filas del conjunto Armée de terre, equipo francés de categoría continental.

## Palmarés
- Aun no ha conseguido ninguna victoria como profesional